# گمینا بوزانوو
گمینا بوزانوو (به لهستانی:  Gmina Bodzanów) یک گمینا در لهستان است که در شهرستان پوتسک، استان ماسوویان واقع شده‌است.
 گمینا بوزانوو ۱۳۶٫۸۱ کیلومتر مربع مساحت و ۸٬۳۷۲ نفر جمعیت دارد.